# کوپرهیل (تنسی)
کوپرهیل(به انگلیسی: Copperhill) شهری در ایالت تنسی کشور ایالات متحده آمریکا است که جمعیت آن در سرشماری سال ۲۰۱۰ میلادی، ۳۵۴ نفر بوده‌است.